# Dwunasty dom
Dwunasty dom – drugi studyjny album grupy synthopopowej Enchanted Hunters, wydany 7 listopada 2019 przez Latarnia Records. 

## Lista utworów
Opracowano na podstawie materiału źródłowego.
| Nr  | Tytuł utworu     | Długość |
| --- | ---------------- | ------- |
| 1.  | „Fraktale”       | 4:53    |
| 2.  | „Czekaj dalej”   | 1:25    |
| 3.  | „Dwa Księżyce”   | 2:49    |
| 4.  | „Plan działania” | 5:18    |
| 5.  | „Latawiec”       | 2:37    |
| 6.  | „Bańka”          | 4:28    |
| 7.  | „Pretekst”       | 3:52    |
| 8.  | „Przyjaciel”     | 5:53    |
| 9.  | „Burza”          | 7:44    |
| 10. | „Neptun”         | 3:12    |
|     |                  | 42:11   |

## Nagrody i wyróżnienia
- 2019: «Najlepsze polskie płyty 2019 roku» wg tygodnika Polityka: 5. miejsce[2]